# 34e assemblée générale de l'Île-du-Prince-Édouard
La 34e assemblée générale de l'Île-du-Prince-Édouard est en séance du 19 mars 1901 au 9 novembre 1904. Le Parti libéral dirigé par Donald Farquharson forme le gouvernement. En décembre 1901, Arthur Peters devient le chef libéral et le premier ministre.
Samuel E. Reid (en) est élu président de l'Assemblée législative de l'Île-du-Prince-Édouard.
Il y a quatre sessions à la 34e assemblée générale :
| Session | Début        | Fin           |
| ------- | ------------ | ------------- |
| 1re     | 19 mars 1901 | 10 mai 1901   |
| 2e      | 11 mars 1902 | 18 avril 1902 |
| 3e      | 19 mars 1903 | 30 avril 1903 |
| 4e      | 24 mars 1904 | 30 avril 1904 |

## Liste des membres

### Kings
| Circonscription | Député | Député                        | Parti        | Conseiller | Conseiller                     | Parti        |
| --------------- | ------ | ----------------------------- | ------------ | ---------- | ------------------------------ | ------------ |
| 1er Kings       |        | John McLean                   | Conservateur |            | John Kickham                   | Conservateur |
| 2e Kings        |        | Arthur Peters                 | Libéral      |            | Anthony McLaughlin (1900-1903) | Libéral      |
| 2e Kings        |        | Arthur Peters                 | Libéral      |            | James McInnis (1904)           | Libéral      |
| 3e Kings        |        | Malcolm MacDonald (1900-1902) | Libéral      |            | James E. MacDonald (1900-1903) | Conservateur |
| 3e Kings        |        | Walter Morson (1902-1904)     | Conservateur |            | Patrick Kelly (1904)           | Conservateur |
| 4e Kings        |        | John Alexander Mathieson      | Conservateur |            | Alexander F. Bruce (1900)      | Libéral      |
| 4e Kings        |        | John Alexander Mathieson      | Conservateur |            | Murdock MacKinnon (1900-1904)  | Conservateur |
| 5e Kings        |        | Archibald John Macdonald      | Conservateur |            | Daniel Gordon                  | Conservateur |

### Prince
| Circonscription | Député | Député                 | Parti        | Conseiller | Conseiller        | Parti        |
| --------------- | ------ | ---------------------- | ------------ | ---------- | ----------------- | ------------ |
| 1er Prince      |        | Benjamin Rogers        | Libéral      |            | Benjamin Gallant  | Libéral      |
| 2e Prince       |        | John Richards          | Libéral      |            | Alfred McWilliams | Libéral      |
| 3e Prince       |        | Joseph F. H. Arsenault | Conservateur |            | Peter MacNutt     | Conservateur |
| 4e Prince       |        | Samuel E. Reid         | Libéral      |            | Joseph Read       | Libéral      |
| 5e Prince       |        | George Godkin          | Libéral      |            | Robert C. McLeod  | Libéral      |

### Queens
| Circonscription | Député | Député                 | Parti   | Conseiller | Conseiller                     | Parti        |
| --------------- | ------ | ---------------------- | ------- | ---------- | ------------------------------ | ------------ |
| 1er Queens      |        | Matthew Smith          | Libéral |            | George Simpson                 | Libéral      |
| 2e Queens       |        | Albert E. Douglas      | Libéral |            | Donald Farquharson (1900-1901) | Libéral      |
| 2e Queens       |        | Albert E. Douglas      | Libéral |            | Dougald Currie (1902-1904)     | Conservateur |
| 3e Queens       |        | Herbert James Palmer   | Libéral |            | James Cummiskey                | Libéral      |
| 4e Queens       |        | David P. Irving        | Libéral |            | George Forbes                  | Libéral      |
| 5e Queens       |        | John Whear (1900-1904) | Libéral |            | George E. Hughes               | Libéral      |
| 5e Queens       |        | James Warburton (1904) | Libéral |            | George E. Hughes               | Libéral      |